# Mood Records/Diskografie
Dies ist die Diskografie des deutschen Jazz-Labels Mood Records. Hierfür wurden die Daten der ehemaligen Webseite von Mood Records, sowie die Informationen von den Tonträgern selbst zusammengeführt. Darüber hinaus wurden auch die Seiten von discogs, die Webseiten von Volker Kriegel und der Biermösl Blosn, sowie die Internetpräsenz der Deutschen Nationalbibliothek (DNB) ausgewertet.
Der Versandhändler Zweitausendeins, der Mood Records exklusiv vertrieb, bot die Schallplatten des Labels mit 5-stelligen Katalognummern an, die zunächst kein System erkennen ließen. Ab 1982 schließlich wurden neue Bestellnummern vergeben und auch sämtliche bis dahin erschienene Alben wurden in diesen Nummerkreis integriert, beginnend mit 28.600.
1985 erschien die erste CD des Labels (Wolfgang Dauners Solo Piano von 1983). Ab 1987 brachte das Label einige Highlights betitelte CDs von ausgewählten Künstlern auf den Markt, bevor 1988 große Teile des Back-Katalogs auf CD wiederveröffentlicht wurden. Von da an erschienen sämtliche neue Alben parallel, sowohl als Vinylausgabe als auch als Compact Disc. Die CD-Bestellnummern starteten mit dem Nummernkreis 33.6XX, beginnend mit 33.600 und wurden kontinuierlich aufwärts gezählt.
1992 wurde die Produktion von Vinyl-Schallplatten komplett eingestellt. Dies hatte eine Umstellung des Bestellnummernsystems zur Folge. Dabei wurden die anführenden Ziffern 33 gestrichen, und eine für CDs übliche 2 als letzte Ziffer angefügt. So folgte auf die Bestellnummer 33.635 die 6362.

## Diskografie 1977–2010
| Jahr | Interpret                                                                      | Album                                                        | Katalog-Nr. Reissue           | Anmerkungen |
| ---- | ------------------------------------------------------------------------------ | ------------------------------------------------------------ | ----------------------------- | --- |
| 1977 | United Jazz & Rock Ensemble                                                    | Live im Schützenhaus                                         | LP 22.666 LP 28.600 CD 33.609 | Live 7.–9. Januar 1977, Schützenhaus Stuttgart-Heslach mit Ian Carr, Ack van Rooyen, Albert Mangelsdorff, Charlie Mariano, Barbara Thompson, Wolfgang Dauner, Volker Kriegel, Eberhard Weber, Jon Hiseman |
| 1977 | Voices                                                                         | Rediscover the Beautiful                                     | LP 22.777                     | Aufnahme: 19.–20. Dezember 1976, Conny’s Studio mit Günter Kronberg, Heinz Sauer, Bob Degen, Dieter Petereit, Ralf Hübner |
| 1978 | Larry Coryell                                                                  | Standing Ovation Solo                                        | LP 22.888 LP 28.602 CD 33.610 | Aufnahme: 8.–11. März 1978, Tonstudio Zuckerfabrik Stuttgart |
| 1978 | Martin Kolbe, Ralf Illenberger                                                 | Waves                                                        | LP 22.900 LP 28.603 CD 33.603 | Aufnahme: 20.–27. März 1978, Tonstudio Zuckerfabrik Stuttgart Friedemann Witecka, Wolfgang Dauner, Eberhard Weber, Anne Haigis |
| 1978 | United Jazz & Rock Ensemble                                                    | Teamwork                                                     | LP 22.999 LP 28.604 CD 33.618 | Aufnahme: 13.–16. Januar 1978, Tonstudio Zuckerfabrik Stuttgart Ian Carr, Wolfgang Dauner, Jon Hiseman, Albert Mangelsdorff, Volker Kriegel, Barbara Thompson, Ack van Rooyen, Kenny Wheeler, Eberhard Weber |
| 1978 | Wolfgang Dauner                                                                | Changes                                                      | LP 23.333 LP 28.605 CD 33.613 | Aufnahme: März – September 1978, Tonstudio Zuckerfabrik Stuttgart, Elektronikstudio Dauner |
| 1978 | Günter Lenz Springtime                                                         | Znel                                                         | LP 23.444                     | Aufnahme: 2.–3., 10.–12. Oktober 1978, Tonstudio Zuckerfabrik Stuttgart Frank St. Peter, Günter Lenz, Joe Nay, Bob Degen, Leszek Zadlo, Johannes Faber |
| 1978 | Sagmeister Trio                                                                | Sagmeister Trio                                              | LP 23.500 LP 28.607 CD 33.604 | Aufnahme: 13.–16. November 1978, Tonstudio Zuckerfabrik Stuttgart mit Michael Sagmeister, Hermann Kock, Udo Kistner |
| 1978 | Jürgen Karg                                                                    | Elektronische Mythen                                         | LP 23.555                     | Aufnahmen von 1972 bis 1977, Elektronisches Studio Karg, Stuttgart |
| 1979 | United Jazz & Rock Ensemble                                                    | The Break Even Point                                         | LP 23.600 LP 28.609 CD 33.619 | Aufnahme: 12.–15. April 1979, Tonstudio Zuckerfabrik Stuttgart mit Ian Carr, Wolfgang Dauner, Jon Hiseman, Albert Mangelsdorff, Volker Kriegel, Barbara Thompson, Ack van Rooyen, Kenny Wheeler, Eberhard Weber, Charlie Mariano |
| 1979 | Poesie und Musik                                                               | Pablo Neruda 1 – Ein Mensch kam zur Welt                     | LP 23.666 LP 28.610           | Aufnahme: 27. August – 3. September 1979, Tonstudio Zuckerfabrik Stuttgart mit Martin Hägler, Martin Schütz, Orlando Valentini, René Bardet, Ruedi Häusermann |
| 1979 | Martin Kolbe, Ralf Illenberger                                                 | Colouring the Leaves                                         | LP 23.700 LP 28.611           | Aufnahme: April, Oktober 1979, Tonstudio Zuckerfabrik Stuttgart mit Wolfgang Dauner, Eberhard Weber |
| 1980 | Sagmeister Trio                                                                | Ganshy                                                       | LP 23.777 LP 28.612           | Aufnahme: März – April 1980, Tonstudio Zuckerfabrik Stuttgart mit Udo Kistner, Mick Thierfelder, Hermann Kock |
| 1980 | Head, Heart & Hands                                                            | Flor di Anglo                                                | LP 23.800 CD 33.612           | Aufnahme: Dezember 1979 – Januar 1980, Tonstudio Zuckerfabrik Stuttgart mit Patrick Gammon, Joyce Faber, Patricia Shockley, Wolfgang Lackerschmidt, Gudrun Haag, Peter Christoph, Jochen Scheffter |
| 1980 | Engstfeld, Herr, Danielsson, Lowe                                              | Continuous Flow                                              | LP 23.888 LP 28.614           | Aufnahme: 1.–2. April 1980, Tonstudio Bauer, Ludwigshafen |
| 1980 | Apocalypse                                                                     | Twilight Music                                               | LP 23.900 LP 28.615           | Aufnahme: November 1979, Easy Sound Recording Studio, Kopenhagen mit Frieder Grindler, Lennart Gruvstedt, Bo Stief, Allan Botschinsky, Jasper van’t Hof |
| 1980 | Pirchner, Pepl, Jazzzwio                                                       | Gegenwind                                                    | LP 23.999 LP 28.616           | Aufnahme: 1.–2. Dezember 1979 |
| 1980 | Martin Kolbe, Ralf Illenberger, Wolfgang Dauner                                | Live KID                                                     | LP 24.000 LP 28.617           | Live in Süddeutschland, April – Mai 1980 (Tonstudio Zuckerfabrik) |
| 1980 | Poesie und Musik                                                               | Pablo Neruda 2 – Tiersammlung                                | LP 24.300                     | Live am 11. September 1980, Club Manufaktur, Schorndorf mit Martin Hägler, Martin Schütz, Orlando Valentini, René Bardet, Ruedi Häusermann |
| 1980 | Ian Carr’s Nucleus                                                             | Awakening                                                    | LP 24.400 LP 28.619           | Aufnahme: September 1980, Matrix Studios, London mit Ian Carr, Chucho Merchan, Nic France, Geoff Castle, Brian Smith |
| 1980 | Zbigniew Seifert                                                               | We’ll Remember Zbiggy                                        | LP 24.500 LP 28.620           | Aufnahmen 1974–1978 |
| 1981 | John Lee, Gerry Brown, Eef Albers, Darryl Thompson                             | Brothers                                                     | LP 24.550 LP 28.621           | Aufnahme: Dezember 1980, Tonstudio Zuckerfabrik Stuttgart 1998 auf Hot Wire Records als CD wiederveröffentlicht. |
| 1981 | Erste Allgemeine Verunsicherung                                                | Café Passé                                                   | LP 24.600 LP 28.622           | Aufnahme: Magic Sound Studio, Graz 1992 in Österreich auf Ding Dong Records als CD und MC veröffentlicht. |
| 1981 | Anne Haigis                                                                    | For Here Where the Life Is                                   | LP 24.800 LP 28.623           | Aufnahme: Tonstudio Zuckerfabrik Stuttgart mit Hans Peter Ströer, Martin Kolbe, Ralf Illenberger, Capo Meyer, Johannes Faber, Wolfgang Dauner, Frank Løf, Ringo Hirth, Büdi Siebert, Elmer Louis, Guillermo Marchena, Roy Louis, Andreas Lonardoni, David Hanselmann, Katrin Haug, |
| 1981 | Pannach & Kunert                                                               | Fluche Seele Fluche                                          | LP 24.880 LP 28.624           | Aufnahme: Juni 1981, Sinus Musik-Tonstudio, Berlin 1995 auf Nebelhorn Musik und 2016 auf Marktkram als CD wiederveröffentlicht. |
| 1981 | Uwe Jens Jensen, Hansgeorg Koch                                                | Unsere Republik – Ein deutsches Singspiel in 4 Akten         | 2LP 24.900                    | Aufnahme: 1.–6. Juni 1981, Südwestfunk Studio |
| 1981 | Various Artists                                                                | Lieder für Instandbesetzer – Live aus dem Berliner Metropol  | LP 24.999                     | Aufnahme: Live am 17. März 1981, Metropol, Berlin mit Bettina Wegner, Walter Mossmann, I.G. Blech, Fliegende Blätter, Teller Bunte Knete |
| 1981 | Volker Kriegel                                                                 | Journal                                                      | LP 25.000 LP 28.627 CD 33.605 | Aufnahme: August 1981, Tonstudio Zuckerfabrik Stuttgart mit Thomas Bettermann, Evert Fraterman, Manfred Hofbauer, Ralf Hübner, Igor Hype, Ralf Illenberger, Wendel Jekyll, Martin Kolbe, Capo Meyer, Wolfgang Schlüter, Ernst Ströer, Hans Peter Ströer, Eberhard Weber, Friedemann Witecka                                                                                               |
| 1981 | United Jazz & Rock Ensemble                                                    | Live in Berlin                                               | 2LP 28.628 CD 33.620          | Live 30.–31. Oktober 1981, Quartier Latin, Berlin (Tonstudio Zuckerfabrik) mit Ian Carr, Wolfgang Dauner, Jon Hiseman, Albert Mangelsdorff, Volker Kriegel, Barbara Thompson, Ack van Rooyen, Eberhard Weber, Charlie Mariano, Kenny Wheeler |
| 1982 | Ströer Duo                                                                     | Fluchtweg Madagaskar                                         | LP 28.629                     | Aufnahme: Tonstudio Zuckerfabrik Stuttgart, Goldfluss Studio, München, Ströer’s 4-Track, Wörthsee mit Hans Peter und Ernst Ströer; 2018 in den USA auf Dark Enties wiederveröffentlicht. |
| 1982 | Michael Sagmeister                                                             | The Silent Spectacle                                         | LP 28.630                     | Live 25.–27. März 1982, Schorndorf, Club Manufaktur, (Tonstudio Zuckerfabrik) mit Michael Sagmeister, Christof Lauer, Jochen Schmidt, Michael Küttner |
| 1982 | Biermösl Blosn                                                                 | Grüß Gott mein Bayernland                                    | LP 28.631 CD 33.625           | Live 6.–8. Juni 1982, München, MUH (Tonstudio Zuckerfabrik) |
| 1982 | Anne Haigis                                                                    | Fingernails                                                  | LP 28.632                     | Aufnahme: Tonstudio Zuckerfabrik Stuttgart mit Ernst Ströer, Capo Meyer, Wolfgang Dauner, Pit Löw, Ringo Hirth, Bobby Stern, Geoff Stradling, Fritz Haug, Michael Sagmeister, Gerry Brown, Wolfi Schmid |
| 1982 | Ack van Rooyen                                                                 | Homeward                                                     | LP 28.633                     | Aufnahme: November 1982, Dureco Studio, Weesp, Holland mit John Clayton, Bruno Castellucci, Theo de Jong, Ferdinand Povel, Eef Albers, Rob Franken, Bart van Lier |
| 1983 | Albert Mangelsdorff & Wolfgang Dauner                                          | Two is a company...                                          | LP 28.634 CD 33.614           | Aufnahme: Live am 16.–17. Dezember 1982, Zentrum Zoo, Tübingen (Tonstudio Zuckerfabrik) |
| 1983 | Wolfgang Dauner                                                                | Solo Piano                                                   | LP 28.635 Reissue CD 33.600   | |
| 1983 | Volker Kriegel                                                                 | Schöne Aussichten                                            | LP 28.636 CD 33.617           | Aufnahme: 21. Juli – 3. August 1983, Tonstudio Zuckerfabrik Stuttgart Volker Kriegel, Frank Loef, Wolfgang Schlüter, Hans Peter Ströer, Thomas Bettermann, Junior Weerasinghe, Michael di Pasqua, Evert Fraterman, Eberhard Weber |
| 1983 | United Jazz + Rock Ensemble                                                    | Zwischenbilanz – Das Beste aus den Jahren 1977–1982          | LP 28.637                     | |
| 1983 | Acoustic                                                                       | Manjana                                                      | LP 28.638                     | Aufnahme: Tonstudio Zuckerfabrik Stuttgart mit Wernher Pommerencke, Bernd Dieterich, Willi Geyer, Günther Reger |
| 1983 | Hanns Christian Müller                                                         | Uns ko nix mehr passiern                                     | LP 28.639                     | |
| 1983 | Michael Sagmeister                                                             | Waiting for Better Days                                      | LP 28.640                     | Aufnahme: 17.–21. Oktober 1983, Tonstudio Zuckerfabrik Stuttgart mit Michael Sagmeister, Michael Küttner, Thomas Heidepriem, Christof Lauer, Albert Mangelsdorff |
| 1984 | Manfred Schoof Orchester, Albert Mangelsdorff, Wolfgang Dauner, Eberhard Weber | Reflections                                                  | LP 28.641                     | Live 13.–14. November 1983, Haus der jungen Talente, Ost-Berlin, Mensa der Wilhelm Pieck Universität, Rostock, DDR Ist parallel auch in der DDR auf dem Amiga-Label erschienen. |
| 1984 | United Jazz & Rock Ensemble                                                    | United Live Opus Sechs                                       | LP 28.642 CD 33.621           | Live am 30. Juni & 1. Juli 1984, Theaterhaus, Stuttgart (Tonstudio Zuckerfabrik) mit Charlie Mariano, Eberhard Weber, Jon Hiseman, Volker Kriegel, Wolfgang Dauner, Barbara Thompson, Albert Mangelsdorff, Ian Carr, Ack van Rooyen, Johannes Faber |
| 1984 | Michael Sagmeister, Thomas Heidepriem                                          | Two Is a Crowd                                               | LP 28.643                     | Aufnahme: 24.–26. September 1984, Tonstudio Zuckerfabrik Stuttgart |
| 1984 | Özay & Altınay Band                                                            | No More                                                      | LP 28.644                     | Aufnahme: November 1984, Studio 150, Amsterdam mit Özay Fecht, Manfred Schoof, Tony Lakatos, Jürgen Wuchner, Janusz Stefański, Carlos Mieres, Tom Nicholas, Jasper van’t Hof |
| 1985 | Johannes Faber’s Consortium                                                    | Johannes Faber’s Consortium                                  | LP 28.645                     | Aufnahme: 7.–10. Januar 1985, Tonstudio Bauer, Ludwigshafen mit Johannes Faber, Billy Cobham, David King, Christof Lauer, Joerg Reiter |
| 1985 | Martin Kolbe, Ralf Illenberger, Wolfgang Dauner                                | KID – Second Step                                            | LP 28.646 CD 33.601           | Aufnahme: 14.–16. Januar 1985, Tonstudio Bauer, Ludwigshafen |
| 1985 | Charlie Mariano Group                                                          | Plum Island                                                  | LP 28.647 CD 33.615           | Aufnahme: 25.–27. Juni 1985, Soundville Recording Studio, Luzern mit Charlie Mariano, Jasper van’t Hoof, Nicolas Fiszman, Fredy Studer |
| 1985 | Ströer Duo + Howard Fine                                                       | Nomaden / Same River Twice                                   | 12″ 28.690                    | Aufnahme: 1985, Charisma Studio, München |
| 1985 | Ströer Duo + Howard Fine                                                       | Nomaden                                                      | LP 28.648                     | Aufnahme: 1985, Charisma Studio, München Preis der deutschen Schallplattenkritik 1986; 2008 von Ilusion Records als CD veröffentlicht. |
| 1985 | United Jazz & Rock Ensemble                                                    | 10 Jahre The United Jazz & Rock Ensemble                     | 6LP 28.649                    | enthält die Alben: Live im Schützenhaus, Teamwork, The Break Even Point, Live in Berlin, United Live Opus Sechs |
| 1985 | Ian Carr’s Nucleus                                                             | Live at the Theaterhaus                                      | LP 28.650                     | Live 6. April 1985, Theaterhaus, Stuttgart mit Ian Carr, Dil Katz, John Marshall, Marc Wood, Phil Todd |
| 1985 | Acoustic                                                                       | Expedition Tonfahrt                                          | LP 28.651                     | Aufnahme: 10.–14. Juni 1985, Tonstudio Bauer, Ludwigshafen mit Wernher Pommerencke, Bernd Dieterich, Willi Geyer, Günther Reger, Freddie Santiago |
| 1985 | Biermösl Blosn                                                                 | Tschüß Bayernland                                            | LP 28.652 CD 33.626           | Live 3.–5. September 1985, NEUE MUH, München existiert auch mit der Bestellnummer 28.653. |
| 1985 | Michael Naura, Albert Mangelsdorff, Wolfgang Schlüter, Herbert Joos            | Ochsenzoll                                                   | LP 28.654                     | Aufnahme: Norddeutscher Rundfunk (NDR) |
| 1986 | Various Artists                                                                | Guitar Highlights                                            | LP 28.655                     | mit Volker Kriegel, Larry Coryell, Michael Sagmeister, Martin Kolbe, Ralf Illenberger |
| 1986 | Wolfgang Dauner, Charlie Mariano                                               | Meditation on a Landscape – Tagore                           | LP 28.657 CD 33.622           | Aufnahme: Tonstudio Bauer, Ludwigshafen, Dauner Studio mit Wolfgang Dauner, Charlie Mariano, Ernst Ströer |
| 1987 | United Jazz & Rock Ensemble                                                    | Round Seven                                                  | LP 28.656 CD 33.606           | Aufnahme: Februar 1987, Tonstudio Bauer, Ludwigshafen mit Johannes Faber, Ian Carr, Ack van Rooyen, Albert Mangelsdorff, Charlie Mariano, Barbara Thompson, Wolfgang Dauner, Volker Kriegel, Eberhard Weber, Jon Hiseman, sowie Florian Dauner |
| 1987 | Martin Kolbe, Ralf Illenberger                                                 | 7                                                            | LP 28.658                     | |
| 1987 | Michael Sagmeister                                                             | Looking out of My Window                                     | LP 28.659                     | mit Tony Lakatos, Michael Sagmeister, Thomas Heidepriem, Michael Küttner |
| 1987 | Colin Hodgkinson & Frank Diez                                                  | Bitch                                                        | LP 28.660                     | Live 8.–9. Dezember 1986, Kaffee Giesing, München |
| 1987 | Die kleine Tierschau                                                           | Live mit Vorgruppe im Schloßtheater Eislingen                | LP 28.661                     | Live, Schloßtheater, Eislingen enthielt eine 7″-Flexidisc als Beilage. |
| 1987 | United Jazz & Rock Ensemble                                                    | Highlights                                                   | CD 33.602                     | |
| 1987 | Anne Haigis                                                                    | Highlights                                                   | CD 33.607                     | mit Gerry Brown, Wolfgang Dauner, Johannes Faber, Evert Jan Fraterman, Joe Gallardo, David Hanselmann, Fritz Haug, Katrin Haug, Ringo Hirth, Ralf Illenberger, Andreas Lonadorni, Martin Kolbe, Frank Løf, Roy Louis, Elmer Louis, Pit Löw, Guillermo Marcheno, Capo Mayer, Michael Sagmeister, Wolfi Schmid, Büdi Siebert, Bobby Stern, Geoff Stradling, Ernst Ströer, Hans Peter Ströer |
| 1987 | Volker Kriegel                                                                 | Palazzo Blue                                                 | LP 28.662 CD 33.608           | Aufnahme: August 1987, Confido Tonstudio, Bocholt mit Volker Kriegel, Thomas Bettermann, Christof Lauer, Michael Schürmann, Thomas Alkier |
| 1987 | Martin Kolbe, Ralf Illenberger                                                 | Highlights                                                   | CD 33.611                     | |
| 1987 | Michael Naura                                                                  | Orang Utan                                                   | LP 28.669                     | Live 26. September 1985, St. Johannis-Kirche, Hamburg (NDR) mit Michael Naura, Claus Bantzer, Wolfgang Schlüter |
| 1988 | Wolfgang Dauner                                                                | Zeitläufe                                                    | CD 33.007                     | Aufnahme: August 1988, Dauner Studio, Tonstudio Bauer |
| 1988 | Wolfgang Dauner, Charlie Mariano, Dino Saluzzi                                 | One Night in ’88                                             | LP 28.663 CD 33.623           | Aufnahme: 8. April 1988, Tonstudio Bauer |
| 1988 | Biermösl Blosn & Gerhard Polt                                                  | Freibank Bayern                                              | LP 28.664 CD 33.624           | Live November 1987, Weilachmühle, Thalhausen auch als MC erschienen |
| 1989 | Modern String Quartet                                                          | Jazz für Streichquartett                                     | LP 28.665 CD 33.627           | Aufnahme: 6. Oktober 1988, Elnatonstudio, München mit Jörg Widmoser, Holger Jetter, Andreas Höricht, Jost-H. Hecker |
| 1989 | Volker Kriegel                                                                 | Highlights                                                   | CD 33.628                     | |
| 1989 | Dieter Ilg, John Schröder, Wolfgang Haffner                                    | Ilg / Schröder / Haffner                                     | LP 28.666 CD 33.629           | |
| 1989 | Wolfgang Dauner, Charlie Mariano, Dino Saluzzi                                 | Pas De Trois                                                 | LP 28.667 CD 33.630           | Aufnahme: Tonstudio 2000, Mannheim |
| 1989 | Various Artists                                                                | Happy Birthday, 20. Geburtstag Zweitausendeins               | 7″ 37.002                     | mit Albert Mangelsdorff, Charlie Mariano, Dieter Ilg, Wolfgang Dauner, Wolfgang Haffner, Volker Kriegel |
| 1990 | Albert Mangelsdorff                                                            | Purity                                                       | LP 28.668 CD 33.631           | Aufnahme: Trion Studio, Frankfurt |
| 1990 | Jan Reimer                                                                     | Talking Pictures                                             | LP 28.670 CD 33.632           | Aufnahme: MAM-Studios, Zülpich |
| 1991 | Biermösl Blosn                                                                 | Jodelhorrormonstershow                                       | LP 28.671 CD 33.633           | Aufnahme: Trion Studio, Frankfurt auch als MC erschienen |
| 1991 | Modern String Quartet                                                          | plays Duke Ellington                                         | LP 28.672 CD 33.634           | Aufnahme: Trixi Studio, München mit Jörg Widmoser, Nicolas Tramitz, Andreas Höricht, Jost-H. Hecker |
| 1991 | Ack van Rooyen & Joerg Reiter                                                  | Music for Piano and Fluegelhorn Live                         | CD 33.635                     | Live 14. April 1991, Alter Keller, Besigheim (Bockhouse Studio, Stuttgart) |
| 1992 | Gossip                                                                         | Gossip!                                                      | CD 6362                       | Aufnahme: Daylight Studios, Stuttgart mit Jan von Klewitz, Robert Teigeler, Florian Dauner, Thomas Taktlos Hopf |
| 1992 | Modern String Quartet                                                          | Four Brothers                                                | CD 6372                       | Aufnahme: 30. März–2. April 1992, Daylight Studios, Stuttgart mit Jörg Widmoser, Winfried Zrenner, Andreas Höricht, Jost-H. Hecker |
| 1992 | Various Artists                                                                | Komisch’ Wetter                                              | CD 6392                       | Aufnahme: Performance Studios, Frankfurt Charity CD zugunsten der GLOBAL ALLIANCE ARTS AND SCIENCE mit Ute Lemper, Konstantin Wecker, Albert Mangelsdorff, Diether Dehm, Gisela May, Klaus Lage, Stephan Wald |
| 1993 | United Jazz & Rock Ensemble                                                    | Na Endlich! – Live in Concert                                | CD 6382                       | mit Ian Carr, Charlie Mariano, Wolfgang Dauner, Albert Mangelsdorff, Jon Hiseman, Volker Kriegel, Albert Mangelsdorff, Barbara Thompson, Ack van Rooyen, Dave King, Kenny Wheeler |
| 1993 | Wolfgang Haffner                                                               | Last Exit                                                    | CD 6402                       | Aufnahme: 14. Februar 1993, Skyline Studio, New York, 11. Juni 1993, Charisma Studio, München |
| 1994 | Biermösl Blosn                                                                 | Wo samma                                                     | CD 6412                       | Live 2., 3. März 1994, Weilachmühle, Thalhausen |
| 1994 | United Jazz & Rock Ensemble                                                    | Highlights II                                                | CD 6422                       | |
| 1994 | United Jazz & Rock Ensemble                                                    | Highlights I & II                                            | 2CD 6432                      | |
| 1994 | Wolfgang Dauner                                                                | Piano Solo II                                                | CD 6442                       | |
| 1995 | Modern String Quartet                                                          | J.S. Bach – Kunst der Fuge                                   | 2CD 6452                      | Aufnahme: Live 14.–17. September 1994, Liederhalle, Stuttgart mit Jörg Widmoser, Winfried Zrenner, Andreas Höricht, Jost-H. Hecker |
| 1995 | Volker Kriegel                                                                 | Das Beste aus den Achtzigern                                 | CD 6462                       | mit Thomas Bettermann, Michael DiPasqua, Evert Fraterman, Manfred Hofbauer, Ralf Hübner, Ralf Illenberger, Martin Kolbe, Frank Loef, Wolfgang Schlüter, Ernst Ströer, Hans Peter Ströer, Eberhard Weber, Junior Weerasinghe, Friedemann Witecka |
| 1996 | United Jazz & Rock Ensemble                                                    | Die Neunte von United – Live                                 | CD 6472                       | Live 9. Juni 1996, Frankfurter Hof, Mainz mit Albert Mangelsdorff, Ian Carr, Ack van Rooyen, Kenny Wheeler, Christof Lauer, Barbara Thompson, Wolfgang Dauner, Volker Kriegel, Dave King, Jon Hiseman |
| 1996 | Die Wellküren                                                                  | Auf da Roas                                                  | CD 6482                       | Live Juni 1996, Weilachmühle, Thalhausen |
| 1996 | Modern String Quartet                                                          | Four Composers                                               | CD 6492                       | Aufnahme: 6.–8. Mai 1996, Liederkranzhalle, Stuttgart mit Jörg Widmoser, Winfried Zrenner, Andreas Höricht, Jost-H. Hecker |
| 1997 | Ack van Rooyen & Joerg Reiter                                                  | Music for Piano and Fluegelhorn Vol. 2                       | CD 6502                       | Live im Musiktheater Gelsenkirchen (Blockhouse Studio, Stuttgart) |
| 1997 | Various Artists                                                                | ...in the Mood with Mood Records                             | CD 6512                       | |
| 1997 | Wolf Wondratschek, Michael Naura, Wolfgang Schlüter                            | Das Mädchen und der Messerwerfer                             | CD 6522                       | Aufnahme: Norddeutscher Rundfunk (NDR) |
| 1998 | Albert Mangelsdorff & Wolfgang Dauner Quintett                                 | Hut ab!                                                      | CD 6532                       | Aufnahme: November 1997, Hansahaus Studios, Bonn mit Wolfgang Dauner, Albert Mangelsdorff, Christof Lauer, Dieter Ilg, Wolfgang Haffner |
| 1998 | Haffner & Di Gioia                                                             | Zappelbude                                                   | CD 6542                       | Aufnahme: 20.–23. Dezember 1997, Auershäusl, Altdorf, 29.–30. Dezember 1997, Loft, Nürnberg mit Roberto Di Gioia, Wolfgang Haffner, M.L.G., Tony Lakatos, Martin Scales, Patrick Scales |
| 1998 | United Jazz & Rock Ensemble                                                    | ... plays Albert Mangelsdorff                                | CD 6552                       | mit Ian Carr, Wolfgang Dauner, Jon Hiseman, Dave King, Charlie Mariano, Christof Lauer, Albert Mangelsdorff, Volker Kriegel, Barbara Thompson, Eberhard Weber, Kenny Wheeler |
| 1998 | Biermösl Blosn                                                                 | Welcome to Bavaria                                           | CD 6562                       | |
| 1998 | Wolfgang Dauner, Charlie Mariano, Dino Saluzzi                                 | Live in Concert                                              | CD 6572                       | Live 1990 in Hamburg, Gießen, Krefeld |
| 1999 | United Jazz & Rock Ensemble                                                    | X                                                            | CD 6582                       | Live 15.–17. Januar 1999, Kulturzentrum Kammgarn, Kaiserslautern mit Thorsten Benkenstein, Ian Carr, Wolfgang Dauner, Jon Hiseman, Dave King, Peter O’Mara, Christof Lauer, Albert Mangelsdorff, Ack van Rooyen, Barbara Thompson |
| 1999 | Die Wellküren                                                                  | Wellness                                                     | CD 6592                       | Live 1999, Weilachmühle, Thalhausen, Lindenkeller, Freising und Stadthalle Hilpoltstein |
| 2000 | Ack van Rooyen                                                                 | Pictures from my Album of Friends Vol. 1                     | CD 6602                       | |
| 2000 | Ro Gebhardt & Band                                                             | Lazy Days                                                    | CD 6612                       | Aufnahme 1999 mit Daniela Koenig, Martin Preiser, Diego Imbert, Jochen Krämer, Kurt Billker |
| 2000 | Frank-Markus Barwasser                                                         | Aufgepasst! Erwin Pelzig Live!                               | CD 6622                       | |
| 2000 | Maria Peschek                                                                  | "Öha! online in die bayrische Seele"                         | CD 6632                       | |
| 2001 | Tayfun                                                                         | Dreams and Dances of a Silent Butterfly                      | CD 6642                       | mit Gebhard Ullmann, Eddie Hayes, Tobias Morgenstern, Uli Bartel, Matias de Oliveira Pinto, Renaud Garcia-Fons, Hans Hartmann, Andreas Weiser, Topo Gioia |
| 2001 | United Jazz & Rock Ensemble                                                    | ... plays Wolfgang Dauner                                    | CD 6652                       | mit Ack van Rooyen, Thorsten Benkenstein, Ian Carr, Albert Mangelsdorff, Charlie Mariano, Christof Lauer, Barbara Thompson, Wolfgang Dauner, Volker Kriegel, Peter O’Mara, Dave King, Jon Hiseman sowie Joyce Faber |
| 2001 | Wolfgang Dauner                                                                | Wolfgang Dauner zu House                                     | CD 6662                       | Remixes von Wolfgang Haffner |
| 2001 | Wolfgang Dauner                                                                | Filmmusik                                                    | CD 6672                       | |
| 2001 | Ack van Rooyen & Hannover Philharmonic                                         | ... plays music composed and conducted by Chuck Israels      | CD 6682                       | |
| 2002 | United Jazz & Rock Ensemble                                                    | ... plays Volker Kriegel                                     | CD 6692                       | Kompilation, Aufnahmen 1977–1996; mit Thorsten Benkenstein, Ian Carr, Wolfgang Dauner, Jon Hiseman, Dave King, Volker Kriegel, Peter O’Mara, Christof Lauer, Albert Mangelsdorff, Ack van Rooyen, Barbara Thompson |
| 2002 | Biermösl Blosn                                                                 | Räuber & Gendarm – Bayerische Räuber- und Wildschützenlieder | CD 6702                       | |
| 2002 | United Jazz & Rock Ensemble                                                    | ... plays Barbara Thompson                                   | CD 6712                       | mit Thorsten Benkenstein, Ian Carr, Wolfgang Dauner, Jon Hiseman, Dave King, Peter O’Mara, Christof Lauer, Albert Mangelsdorff, Ack van Rooyen, Barbara Thompson |
| 2003 | Biermösl Blosn                                                                 | Unterbayern                                                  | CD 6722                       | Live Sommer 2003, Cuvilliés-Theater, München, Bierzelt, Otterfing (FC Otterfing), Bierzelt, Sinning, Zirkuszelt, München-Hasenbergl |
| 2004 | Albert Mangelsdorff                                                            | Birthday Presents für Albert M                               | CD 6732                       | mit Thorsten Benkenstein, Barbara Thompson, Ian Carr, Wolfgang Dauner, Wolfgang Haffner, Jon Hiseman, Dave King, Volker Kriegel, Christof Lauer, Albert Mangelsdorff, Charlie Mariano, Ack van Rooyen, Eberhard Weber, Kenny Wheeler |
| 2004 | Charlie Mariano                                                                | Birthday Presents für Charlie M                              | CD 6742                       | mit Wolfgang Dauner, Charlie Mariano, Dino Saluzzi |
| 2004 | Die Wellküren                                                                  | Das Mensch                                                   | CD 6752                       | |
| 2004 | Hannes-Claus-Quartett, Nairobi City Ensemble                                   | Mama Afrika                                                  | CD 6762                       | |
| 2006 | Colored Wolf                                                                   | Blue.sing                                                    | CD 6772                       | |
| 2006 | Die Wellküren                                                                  | Forever                                                      | CD 6782                       | |
|      | 2:1 Edition (Vertrieb: in-akustik)                                             |                                                              |                               | |
| 2010 | The United Jazz & Rock Ensemble                                                | Live Im Schützenhaus / Live In Berlin                        | 2CD 4601                      | |
| 2010 | Wolfgang Dauner                                                                | Changes / Zeitläufe                                          | 2CD 4602                      | |
| 2010 | Volker Kriegel                                                                 | Journal / Palazzo Blue                                       | 2CD 4603                      | |
| 2010 | Martin Kolbe & Ralf Illenberger                                                | Waves / Colouring The Leaves                                 | 2CD 4604                      | |
| 2010 | The United Jazz & Rock Ensemble                                                | plays Wolfgang Dauner / plays Volker Kriegel                 | 2CD 4605                      | |
| 2010 | Wolfgang Dauner, Charlie Mariano, Dino Saluzzi                                 | One Night In ’88 / Pas De Trois                              | 2CD 4606                      | |
| 2010 | The United Jazz & Rock Ensemble                                                | The Break Even Point / United Live Opus Sechs                | 2CD 4607                      | |
| 2010 | The United Jazz & Rock Ensemble                                                | Round Seven / Teamwork                                       | 2CD 4608                      | |
| 2010 | Albert Mangelsdorff, Wolfgang Dauner                                           | Hut Ab! / Two Is Company                                     | 2CD 4609                      | |
| 2010 | Ack van Rooyen                                                                 | Homeward / Pictures From My Album Of Friends                 | 2CD 4610                      | |
| 2010 | The United Jazz & Rock Ensemble                                                | Die Neunte Von United / X                                    | 2CD 4611                      | |